# Wargame

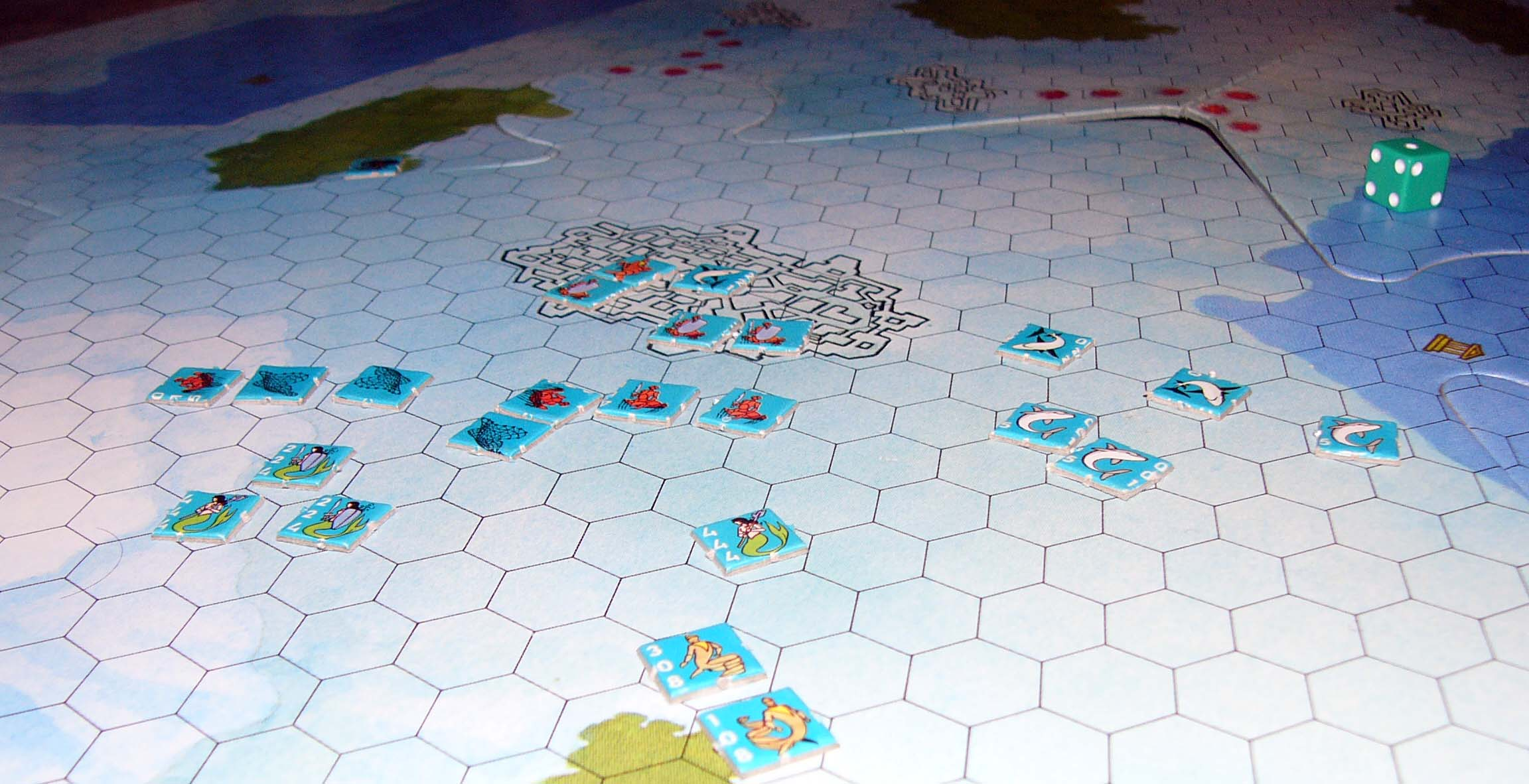
típico mapa de um WarGame

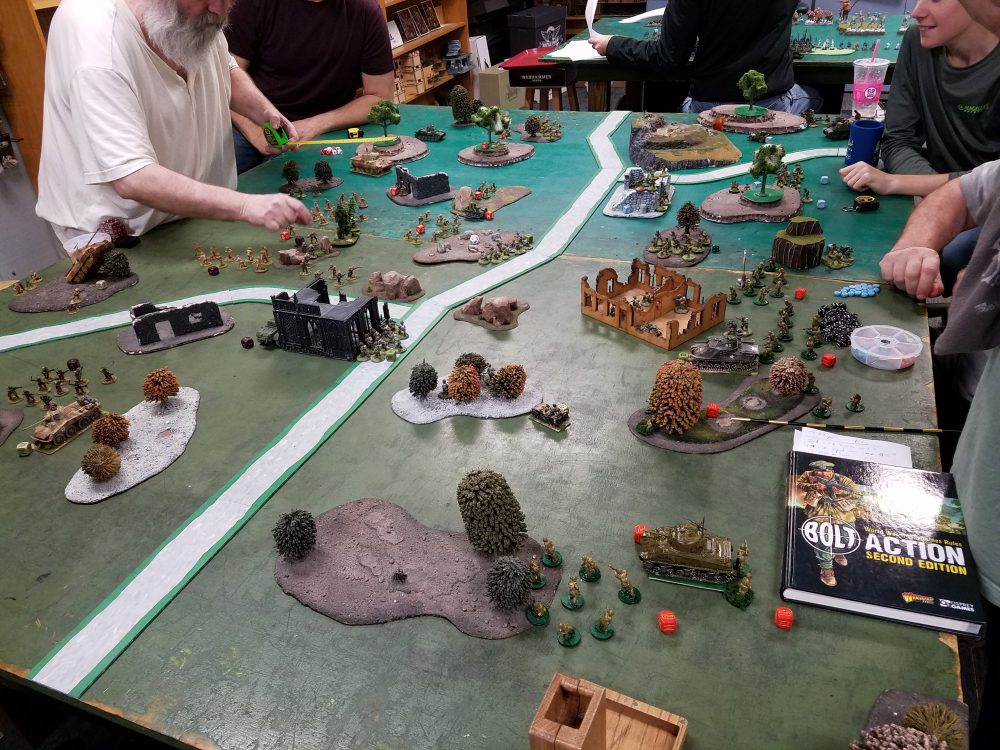
Partida de Bolt Action, um WarGame de miniaturas de temática Segunda Guerra Mundial

WarGame, ou Jogo de guerra, é uma modalidade de jogo de tabuleiro e de Jogo de estratégia, muitas vezes com o uso de marcadores, miniaturas, dados, etc.,  em que dois jogadores (ou time de dois ou três para cada exército) se enfrentam utilizando de grupos de soldados, ou mesmo impérios inteiros como no jogo War. O uso de ações estratégicas é fundamental neste tipo de jogo em que o raciocínio lógico pode dar reviravoltas bruscas no desenrolar do jogo.
Um wargame é um jogo que representa uma operação ou conflito militar a nível estratégico ou tático. Eles são classificados em geral como "históricos", "hipotéticos", "fantasia" e "ficção científica". Entre as primeiras companhias a produzir wargames estão a Avalon Hill e a SPI.
Entre as revistas especializadas na área está a Strategy & Tactics, que é uma das mais importantes.

Um exemplo de wargame histórico ; sobre a Batalha do Trébia (segunda guerra púnica).

Dentre os jogos clássicos de wargame se encontram Supremacia e War. Outros envolvendo menores grupos de soldados podemos classificar o Dungeons & Dragons Miniatures e Star Wars Skirmish. Os jogos Warhammer 40.000 e BattleTech são considerados dois clássicos wargames de ficção científica. A Steve Jackson Games também desenvolveu o Car Wars.

Uma cena típica de um wargame tático em que um jogador vermelho realiza um ataque anfíbio contra um jogador verde.